# Lennart Palausch
Lennart Palausch (* 27. August 1994 in Bremerhaven) ist ein deutscher Eishockeyspieler. Er steht im Kader des EHC Timmendorfer Strand 06.

## Karriere
Palausch stammt gebürtig aus Bremerhaven, zog dann aber erst nach Ingolstadt und später nach Mannheim. Er spielte in der Nachwuchsabteilung des Mannheimer ERC und entwickelte sich zum Leistungsträger der Jungadler in der Deutschen Nachwuchsliga. Als Kapitän führte er die Mannschaft 2013 zum DNL-Meistertitel.
In der Saison 2013/14 sammelte er Auslandserfahrung und spielte im Bundesstaat South Dakota für die Aberdeen Wings  in der US-Juniorenliga NAHL.
Nach seiner Rückkehr in sein Heimatland lief er 2014/15 auf Leihbasis für die Heilbronner Falken in der DEL2 auf, ehe er in der Folgesaison zum Mannheimer DEL-Aufgebot gehörte und im Oktober 2015 sein DEL-Debüt für die Adler verbuchte. Mehrheitlich spielte er aber für den Kooperationspartner Kassel Huskies in der DEL2, wo er im Laufe der Saison 2015/16 49 Einsätze absolvierte und mit den Hessen den Meistertitel gewann.
Ende April 2016 wurde Palausch vom DEL-Klub Schwenninger Wild Wings verpflichtet.
Nach zwei Jahren in Schwenningen wechselte er in die Oberliga, im April 2018 gab der EHC Timmendorfer Strand 06 seine Verpflichtung bekannt.

## Sonstiges
Gemeinsam mit Marcel Kurth, mit dem er in der Mannheimer Jugend sowie später in Heilbronn und Schwenningen zusammenspielte, gründete Palausch 2015 eine Firma, die Hygiene-Produkte für Arztpraxen vertreibt.